# Galaad, New South Wales
Gilead este o suburbie în Sydney, Australia.